# (4996) Veisberg
(4996) Veisberg est un astéroïde de la ceinture principale.

## Description
(4996) Veisberg est un astéroïde de la ceinture principale. Il fut découvert le 11 août 1986 à Naoutchnyï par Lioudmila Karatchkina. Il présente une orbite caractérisée par un demi-grand axe de 2,55 UA, une excentricité de 0,24 et une inclinaison de 5,1° par rapport à l'écliptique.

## Compléments